# 굿 걸스
《굿 걸스》(영어: Good Girls)는 2018년부터 2021년까지 NBC에서 방영된 미국의 범죄 코미디 드라마 텔레비전 시리즈이다.

## 출연진
메인
- 크리스티나 헨드릭스
- 레타
- 메이 휘트먼
- 리노 윌슨
- 매니 몬태나
- 매슈 릴러드